# Naturdenkmal Linde (Hof Östenberg)
Das Naturdenkmal Linde (Hof Östenberg) liegt nördlich von Brilon beim Hof Östenberg. Die Linde wurde 2008 mit dem Landschaftsplan Briloner Hochfläche durch den Hochsauerlandkreis als Naturdenkmal (ND) ausgewiesen. Sie steht etwa 50 m nordöstlich des Bauernhofes Östenberg. Die Linde steht neben einem Bildstock. Das Naturdenkmal ist umgeben vom Landschaftsschutzgebiet Hoppenberg/Raumberg.
Die Linde hat einen Brusthöhendurchmesser von etwa 1,20 m. Sie hat eine Höhe von rund 20 m und eine Breite von 18 m.